# Disney Store
Disney Store ist der Name einer 1987 gegründeten, weltweit operierenden Ladenkette der Walt Disney Company. Die Ladenkette verkauft Artikel wie Spielzeug, Kleidung und Sammlerstücke rund um die Marke Disney. Viele dieser Produkte sind exklusiv im Disney Store erhältlich. Disney Store ist ein Teil der Disney Consumer Products.

## Geschichte

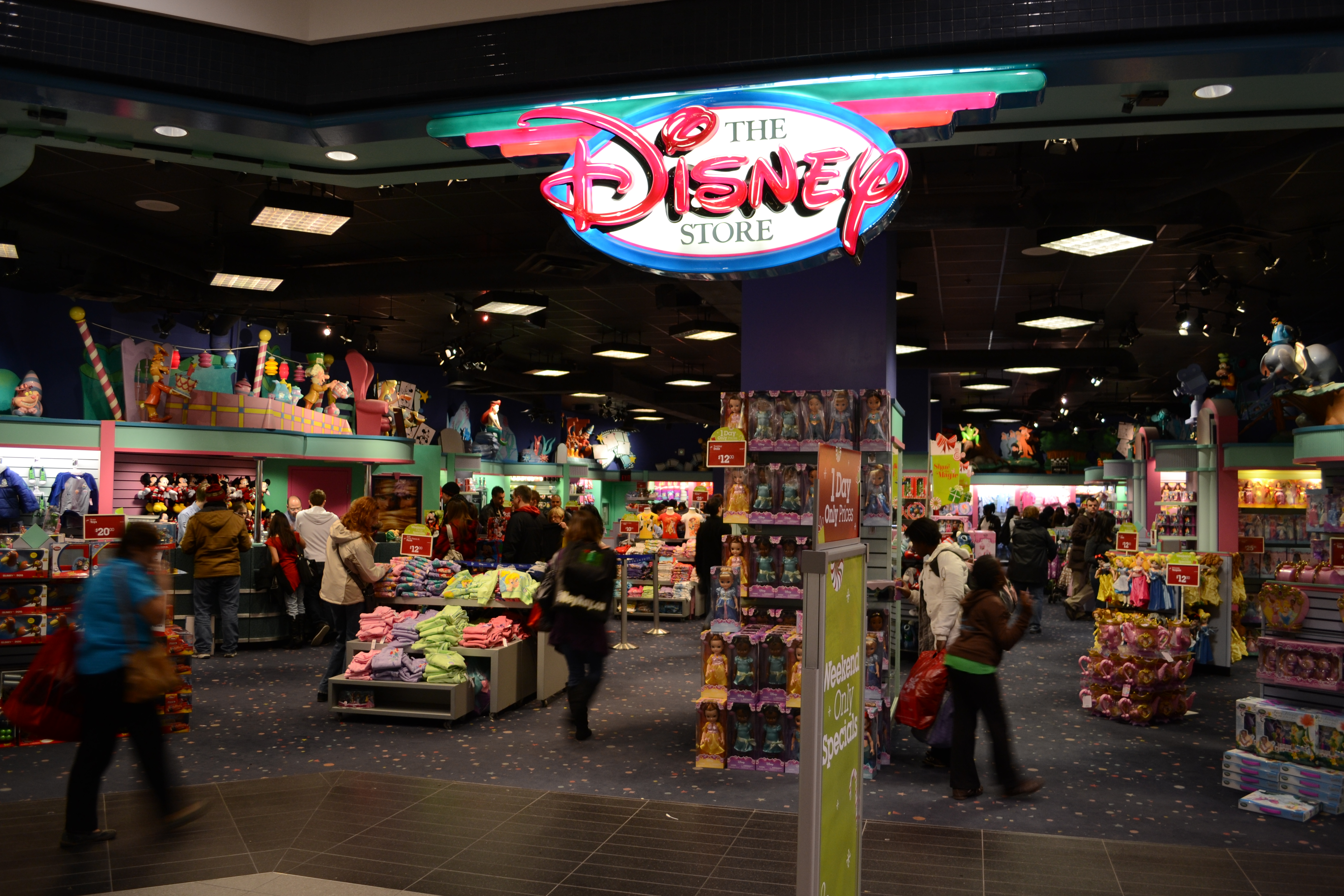
Disney Store in Toronto Eaton Centre, 2010

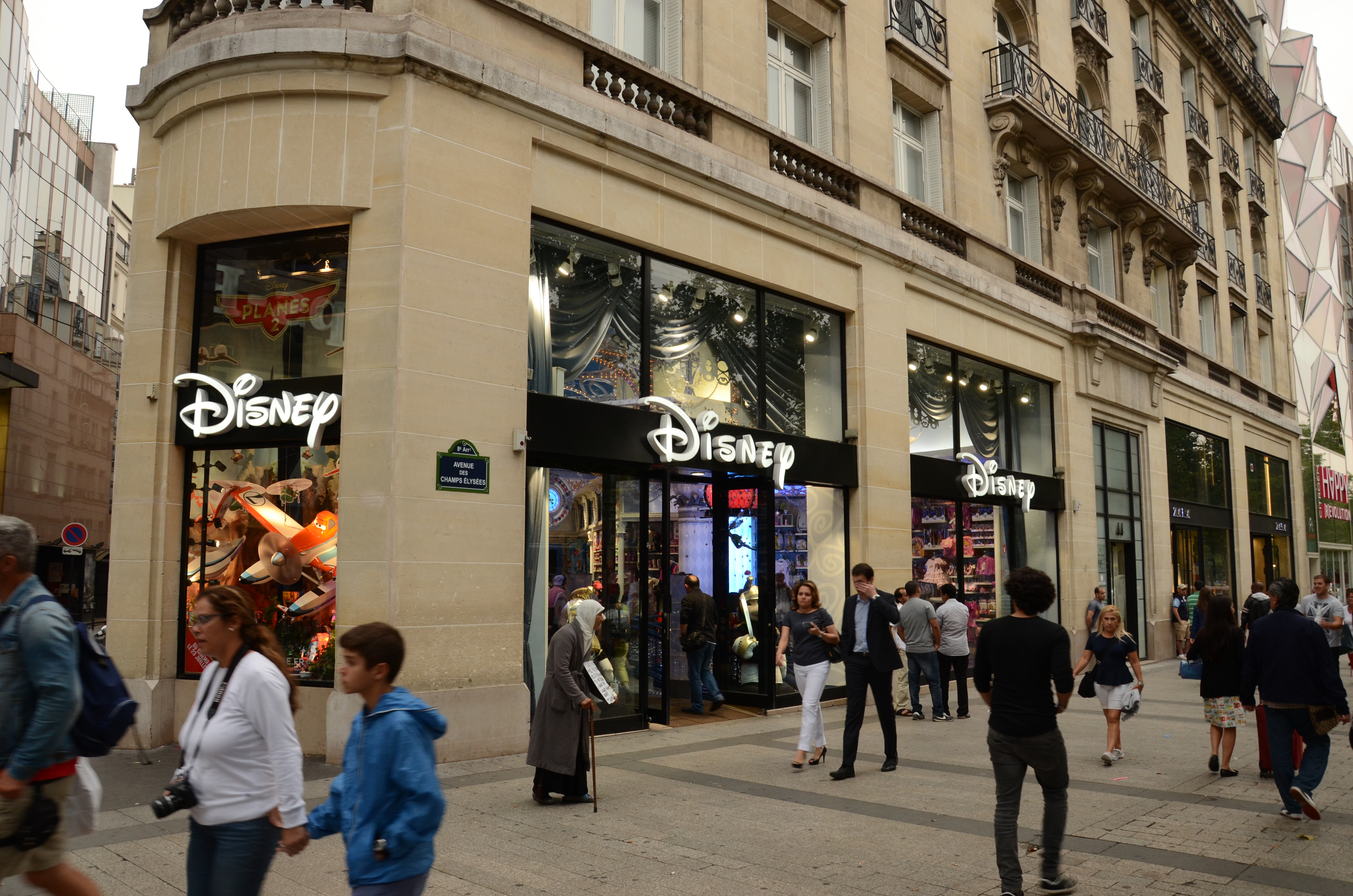
Disney Store in Paris, 2014

Der erste Disney Store wurde am 28. März 1987 in Glendale in Kalifornien eröffnet. Es folgten viele weitere Geschäfte in den USA.
Der erste Disney Store außerhalb der Vereinigten Staaten eröffnete 1990 in London auf der Regent Street. Es folgten ein Geschäft in Japan und in Australien zwei Jahre später. Während der darauf folgenden fünf Jahre entstanden weitere Läden in Europa, unter anderem in Frankreich, Italien, Spanien und in Deutschland.
Im Zuge einer Firmenumstrukturierung wurden ab 1999 wieder insgesamt 100 Verkaufsstandorte geschlossen. Dieser Schließung fielen auch alle bis dahin vier Disney Stores in Deutschland zum Opfer, darunter auch der größte Disney Store Europas in Frankfurt am Main an der Zeil.

### Auslagerung der Disney Stores ab 2002 und Rückkauf ab 2008
Ab 2002 bis Ende 2004 verkaufte die Walt Disney Company die meisten ihrer Geschäfte in Nordamerika und Japan.
In Nordamerika wurden die Stores an The Children’s Place verkauft und lizenziert. In Japan wurden die Geschäfte an den Betreiber des Tokyo Disneyland Resort der The Oriental Land Company verkauft. The Children’s Place reduzierte die Preise der allermeisten Artikel und ließ neue Geschäfte in den USA bauen und trieb somit die Marke Disney Store voran. Doch letztlich wurden die Geschäfte 2008 wieder an Disney zurück verkauft. Die Shops in Asien gingen im April 2010 zurück an Disney.

## Ladenstandorte
Viele Disney Stores sind in Kaufhäusern und Fußgängerzonen zu finden. Es gibt Läden in den USA, Kanada, Großbritannien, Frankreich, Belgien, Dänemark, Spanien, Italien, Irland, Portugal, Japan und seit 2012 auch in China, darunter auch der weltweit größte Store in Shanghai. Darüber hinaus gibt es noch eine Niederlassung im Flughafen von Hongkong, allerdings unter dem Namen The Magic of Hong Kong Disneyland.
In den sechs Disney-Themenparks gibt es auch Disney Stores und Geschäfte, die Disney-Merchandise vertreiben. Diese bieten aber auch Produkte die Park-exklusiv sind.

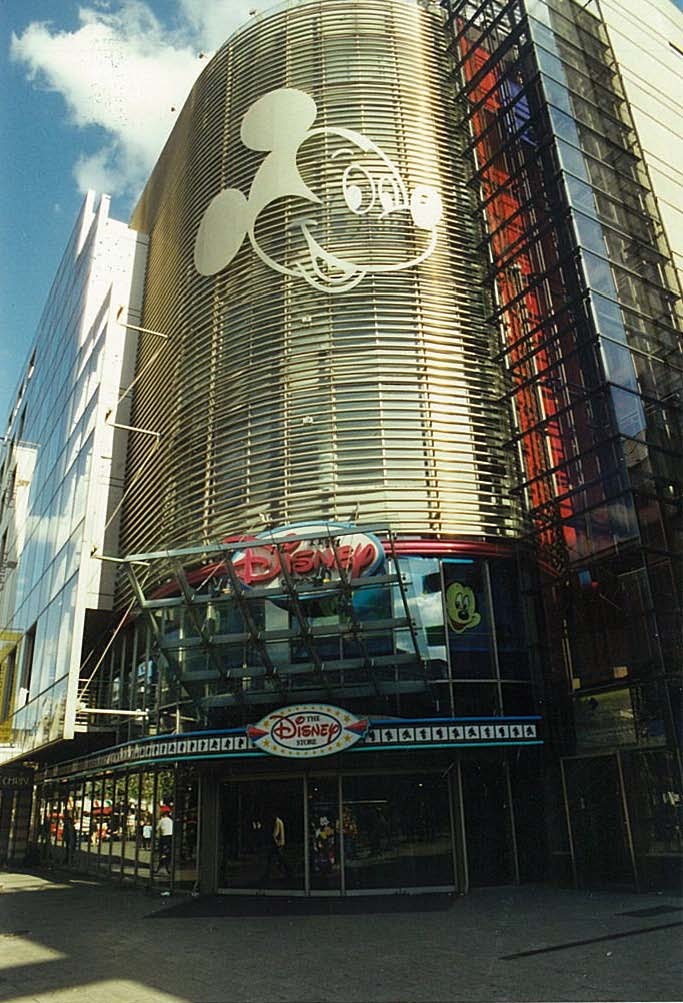
Ehemaliger Disney Store in Frankfurt Zeil, damals größter Disney Store in Europa.

Ehemalige Standorte in Deutschland bis 1999 und 2017–2020
- Frankfurt, Zeil 79 (Oktober 1993[3] – 1999)[4]
- Mülheim an der Ruhr, Rhein-Ruhr Zentrum
- München, Kaufinger-Str. 9
- Oberhausen, CentrO
- München, Neuhauser Straße 39 (9. November 2017 – 3. Juli 2020)

## Produkte
Der Disney Store bietet eine Vielzahl an Disney-Merchandise Artikeln an. Darunter Kinder- und Babyspielzeug, Spielfiguren, Stofftiere, Kleidung, Haushaltsartikel, Disney-DVDs und BluRays, Sammelfiguren sowie andere Sammlerstücke, auch Einzelstücke und Kunstwerke.
Darüber hinaus werden in den Stores auch Eintrittskarten für die Disney Parks verkauft. In Nordamerika werden Karten für das Disneyland Resort in Anaheim und für Walt Disney World in Orlando vertrieben, in den Stores in Europa werden Karten für das  Disneyland Paris verkauft, in China und Hongkong für die jeweils dort ansässigen Parks in Shanghai und in Hongkong und in Japan erhält man ausschließlich Karten für das dortige Tokyo Disney Resort.
Viele der angebotenen Produkte sind Eigenmarken, welche nur im Disney Store erhältlich sind. Unter anderem:
- Disney-Store Exclusive
- Walt Disney Classic Collection
- Disney Big-Figs
- Disney Vinylmation
- Disney Pins

Aber der Disney Store verkauft auch Disney-Produkte von Fremdmarken,  beispielsweise von Mattel oder Swarowski.

## Onlinevertrieb
Ab 1996 begann die Walt Disney Company unter dem Namen Disney Store Online die Disney Store Artikel auch Online anzubieten. Dies wurde 1998 erweitert um ein gesamtes Online-Angebot darunter auch Disney.com.
Im Jahr 2000 kam noch eine Zusammenarbeit mit der Internetauktionsplattform ebay hinzu unter dem Namen Disney Auctions. Dort wurden ausgediente Requisiten aus den Disney Parks verkauft. 2006 wurde die Zusammenarbeit mit ebay beendet. DisneyAuctions.com wurde anschließend separat weitergeführt und schließlich 2009 aufgegeben.
Ab 2011 wurden neben den bereits bestehenden Seiten Disneystore.com und Disneystore.co.uk (für Großbritannien) weitere Disney Store Seiten eröffnet: Disneystore.fr (für den französischen und belgischen Markt) und Disneystore.de (für den deutschen, österreichischen und schweizerischen Markt).
Seit August 2018 hat Disney das Konzept des Onlinevertriebs erneuert. Das Onlineangebot läuft in Europa nun auch unter dem Namen „ShopDisney“ und es sind neben den Disney eigenen Produkten noch weitere Drittmarken erhältlich, wie z. B. Lego oder verschiedene Modelabel.
Das neue Konzept soll weitere Zielgruppen ansprechen und soll laut Disney der Zentrale Anlaufpunkt für Produkte aller Art, für alle Altersgruppen rund um Disney, Marvel und Star Wars sein.
Zuvor war das neue Konzept bereits in den USA eingeführt worden.